# Sanctions contre le Venezuela

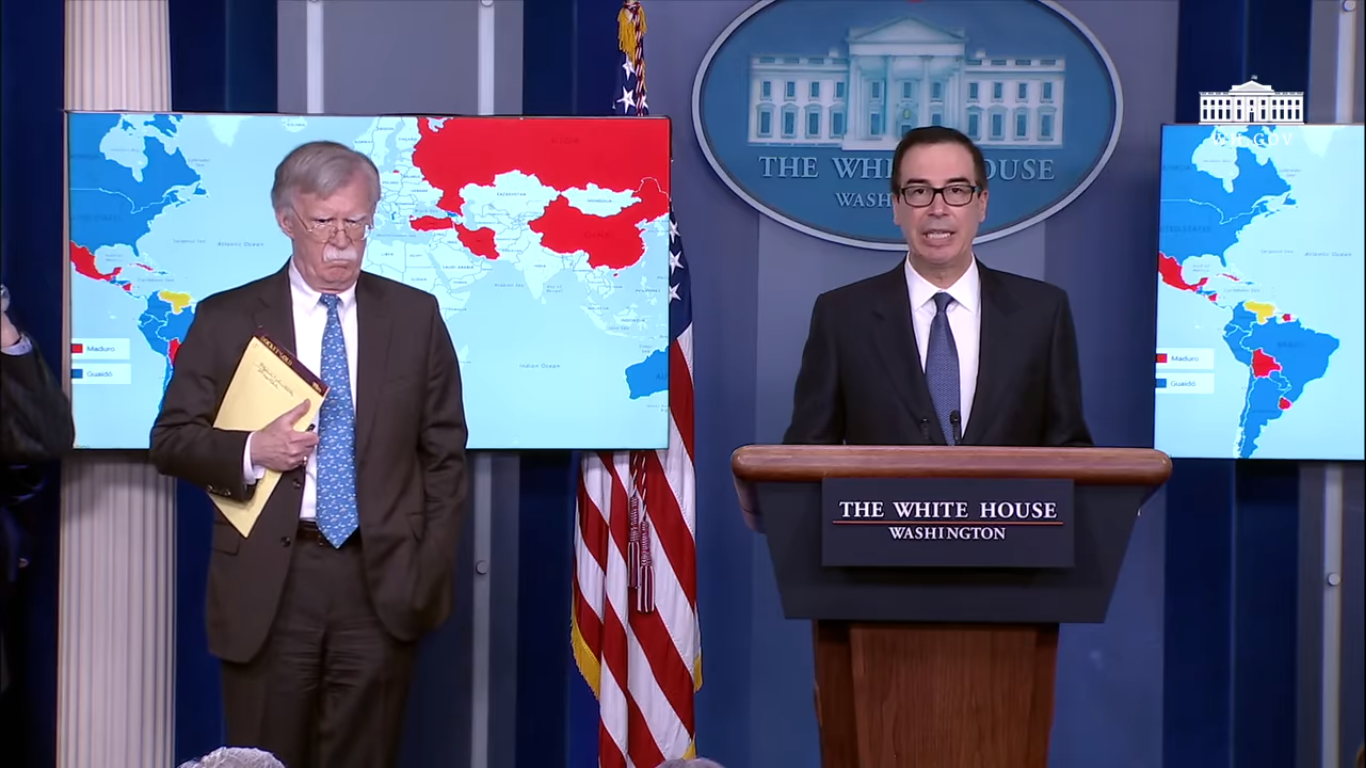
John Bolton et Steve Mnuchin annoncent des sanctions contre PDVSA

Les sanctions contre le Venezuela sont des sanctions économiques contre le gouvernement de Nicolás Maduro mises en place essentiellement par les États-Unis, l'Union européenne, le Canada, le Royaume-Uni, la Suisse, le Panama et le Mexique

## Histoire
Sous le mandat de Nicolás Maduro, les sanctions américaines s’accroissent dès 2013, après sa victoire à l'élection présidentielle, qui n’est pas reconnue par l'opposition et les États-Unis. En décembre 2014, le Congrès américain approuve la « loi publique de défense des droits de l’homme et de la société civile au Venezuela ». Le texte établit la possibilité de prendre des mesures unilatérales coercitives contre le pays dans les domaines économiques, financiers et commerciales. Le 8 mars 2015, le président des États-Unis, Barack Obama, signe l'ordre exécutif 13692 ; ce « décret Obama » considère le Venezuela comme « une menace inhabituelle et extraordinaire pour la sécurité nationale et la politique extérieure des États-Unis ». Dans le même temps les États-Unis mettent en place des sanctions contre plusieurs responsables politiques vénézuéliens.
En juillet 2017, le Trésor américain annonce des sanctions contre 13 actuels et anciens hauts responsables gouvernementaux du Venezuela. Le secrétaire du Trésor des États-Unis, Steven Mnuchin ajoute : « Chaque personne qui participera à l'Assemblée constituante et qui affaiblit le processus démocratique au Venezuela doit savoir qu'elle s'expose à des sanctions américaines »,.
Les ambassadeurs des 28 pays de l’Union européenne (UE) ont donné leur feu vert le 8 novembre 2017 à l’adoption de sanctions, dont un embargo sur les livraisons d’armes, contre le Venezuela. Ces sanctions interdisent également aux entreprises européennes de livrer du matériel de surveillance électronique pouvant servir à réprimer l’opposition au régime du président Nicolas Maduro ; elles prévoient également la mise en place d’un cadre juridique permettant à l’Union européenne de placer ensuite sur sa liste noire des personnalités ou entités sanctionnées pour leur implication dans la répression.
À partir de 2017, les sanctions économiques des États-Unis interdisent presque complètement au Venezuela l'accès aux marchés financiers internationaux. En novembre 2017, le pays est déclaré en défaut de paiement partiel par les agences de notation Fitch Ratings et S&P Global.
En janvier 2019, les États-Unis imposent des sanctions à la société publique de pétrole et de gaz naturel vénézuélienne PDVSA. Les sanctions empêchent PDVSA d’être payée pour ses exportations de pétrole aux États-Unis et gèlent 7 milliards de dollars d’actifs américains de PDVSA. John R. Bolton estime la perte attendue à l'économie vénézuélienne à plus de 11 milliards de dollars en 2019,. La filiale américaine de PDVSA, Citgo, annonce en février qu’elle couperait officiellement les liens avec PDVSA afin de se conformer aux sanctions imposées par les États-Unis au Venezuela et de suspendre les paiements à PDVSA. Guaidó et l'Assemblée nationale nomment un nouveau conseil d'administration Citgo sous la présidence de Luisa Palacios. 
Le 5 mars, les États-Unis annoncent des nouvelles sanctions visant 34 navires appartenant au PDVSA et deux compagnies, basées au Liberia et en Grèce, accusées de transporter du brut du Venezuela vers Cuba.
Le 17 avril 2019, le Département du Trésor des États-Unis impose des sanctions contre la Banque centrale du Venezuela.
Les représentants pro-Maduro du gouvernement vénézuélien sont aussi soumis à des restrictions pour accéder à des fonds dans des banques européennes. La Banque d'Angleterre gèle les avoirs du gouvernement vénézuélien dans les banques du Royaume-Uni.
En avril 2024, le gouvernement américain annonce remettre en place plusieurs sanctions qui avaient été levées à la suite d'un accord entre le gouvernement vénézuélien et son opposition pour la tenue de la prochaine élection présidentielle. Ce renouvellement de sanctions fait suite à l'invalidation de la candidature de María Corina Machado et de sa remplaçante Corina Yoris.